# رشوانلو (فاروج)
رشوانلو (بالفارسية: رشوانلو) هي مستوطنة تقع في قسم فاروج الريفي في إيران. يقدر عدد سكانها بـ 559 نسمة بحسب إحصاء 2016.